# Moedas de euro eslovenas
O Euro (EUR ou €) é a moeda comum para as nações que pertencem à União Europeia e que aderiram à zona Euro. As moedas de euro têm dois lados diferentes: um lado comum, europeu, mostrando o valor da moeda, e um lado nacional, mostrando um desenho escolhido pelo país membro da UE onde a moeda foi cunhada. Cada país membro tem um ou vários desenhos únicos a esse país.
Para visualizar as imagens do lado comum e para ter uma descrição detalhada das moedas, ver moedas de euro.

A Eslovénia é o primeiro país do alargamento de Maio de 2004 a aderir ao euro, que substituiu o tolar (SIT) em 1 de Janeiro de 2007.
As moedas de euro eslovenas possuem cada uma um desenho único. Não há moedas eslovenas com data anterior a 2007, porque apesar de a sua cunhagem ter começado antes, só foram distribuídas ao público em Dezembro de 2006.
| € 0,01                                                                                           | € 0,02                                                         | € 0,05                                                                   |
| ------------------------------------------------------------------------------------------------ | -------------------------------------------------------------- | ------------------------------------------------------------------------ |
|                                                                                                  |                                                                |                                                                          |
| Uma cegonha, figura das moedas de 20 SIT                                                         | Capitel de uma coluna da ordem jónica                          | Semeador de estrelas (segundo obra de Ivan Grohar)                       |
| € 0,10                                                                                           | € 0,20                                                         | € 0,50                                                                   |
|                                                                                                  |                                                                |                                                                          |
| Desenho de Jože Plečnik para o edifício do parlamento esloveno com inscrição "Katedrala svobode" | Parelha de cavalos da raça Lipizzan, com a inscrição Lipicanec | Monte Triglav e constelação de Câncer com inscrição "Oj Triglav moj dom" |
| € 1,00                                                                                           | € 2,00                                                         | € 2 (rebordo)                                                            |
|                                                                                                  |                                                                | S L O V E N I J A ·                                                      |
| Primož Trubar, com a inscrição "Stati inu obstati"                                               | France Prešeren, com inscrição de verso do Hino da Eslovénia   | Rebordo da moeda de 2 €                                                  |